# Caibarién

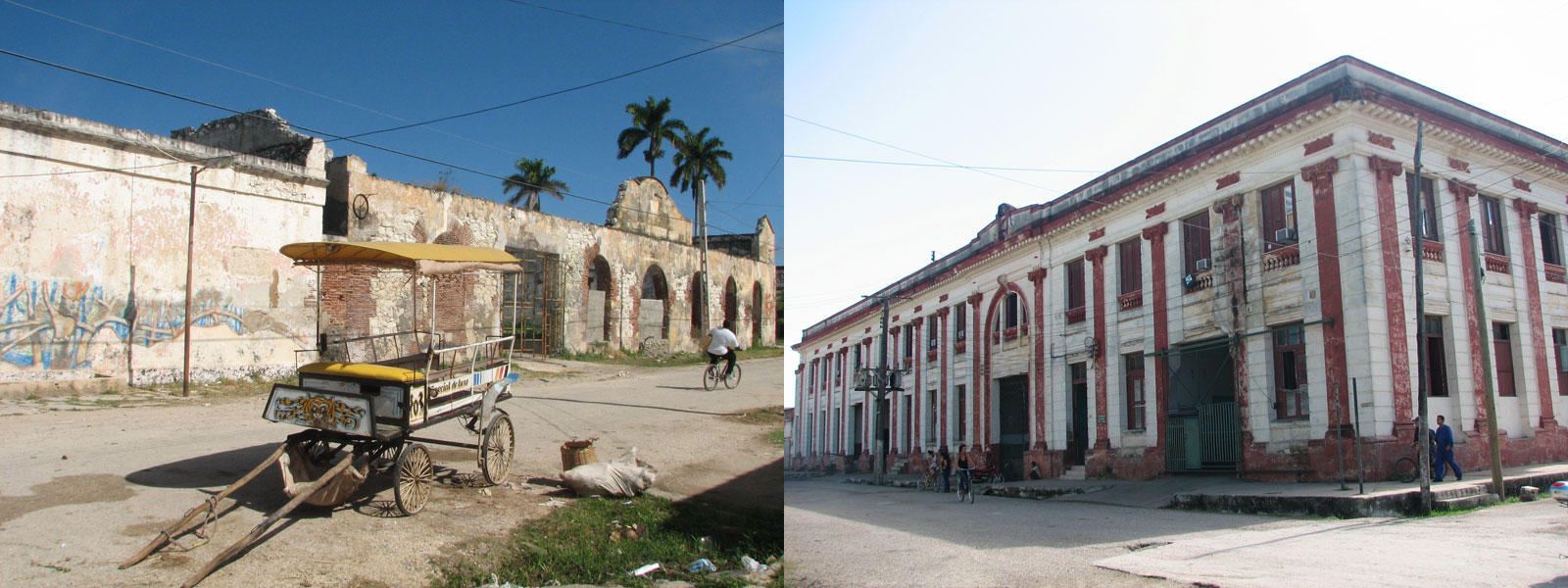

Caibarién – miasto w środkowej Kubie, w prowincji Villa Clara, nad Oceanem Atlantyckim. W 2004 r. miasto to zamieszkiwało 38 064 osób.